# 桜台 (秋田市)
桜台（さくらだい）は秋田県秋田市にある地域名。郵便番号は010-0059。桜台一丁目から三丁目までで構成される。

## 概要
出羽国豊島郡桜村の一部として成立したが、1889年に松崎村、柳館村、寒川村、通沢村、梨平村、黒川村、宝川村と合併して下北手村となる。1954年に、河辺郡浜田村・豊岩村・仁井田村・四ツ小屋村・上北手村・下北手村が秋田市に編入された。西で桜と接し他三方を下北手で囲まれていて、同心円的区画割となっている。

## 施設
- 秋田市立桜中学校
- 桜地区コミュニティセンター
- 桜児童センター
- メイズパーク
- フラワーパーク
- ひだまり公園
- ザウルスパーク
- 東屋公園

## 教育
- 秋田市立桜中学校

## ギャラリー

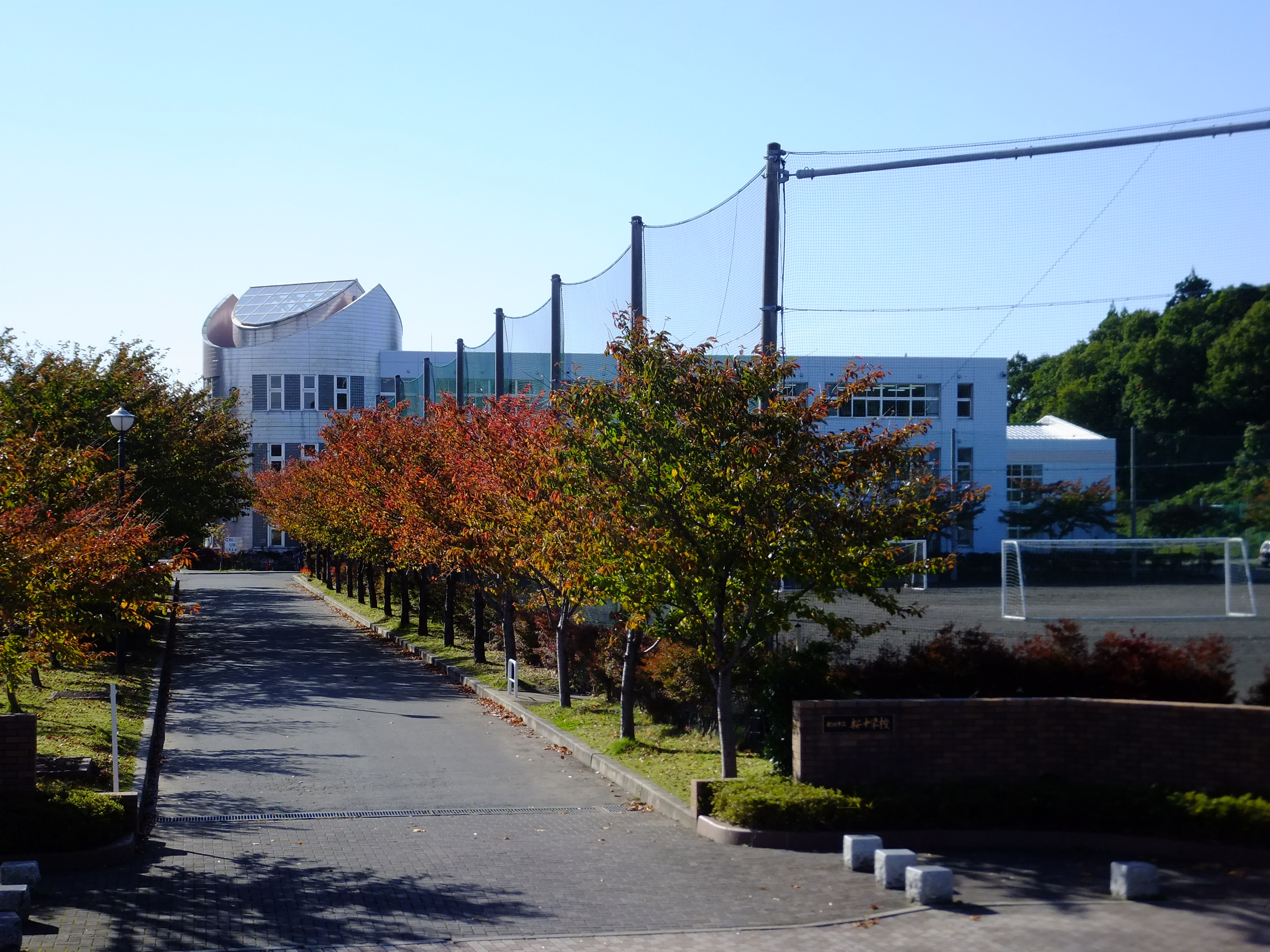
秋田市立桜中学校
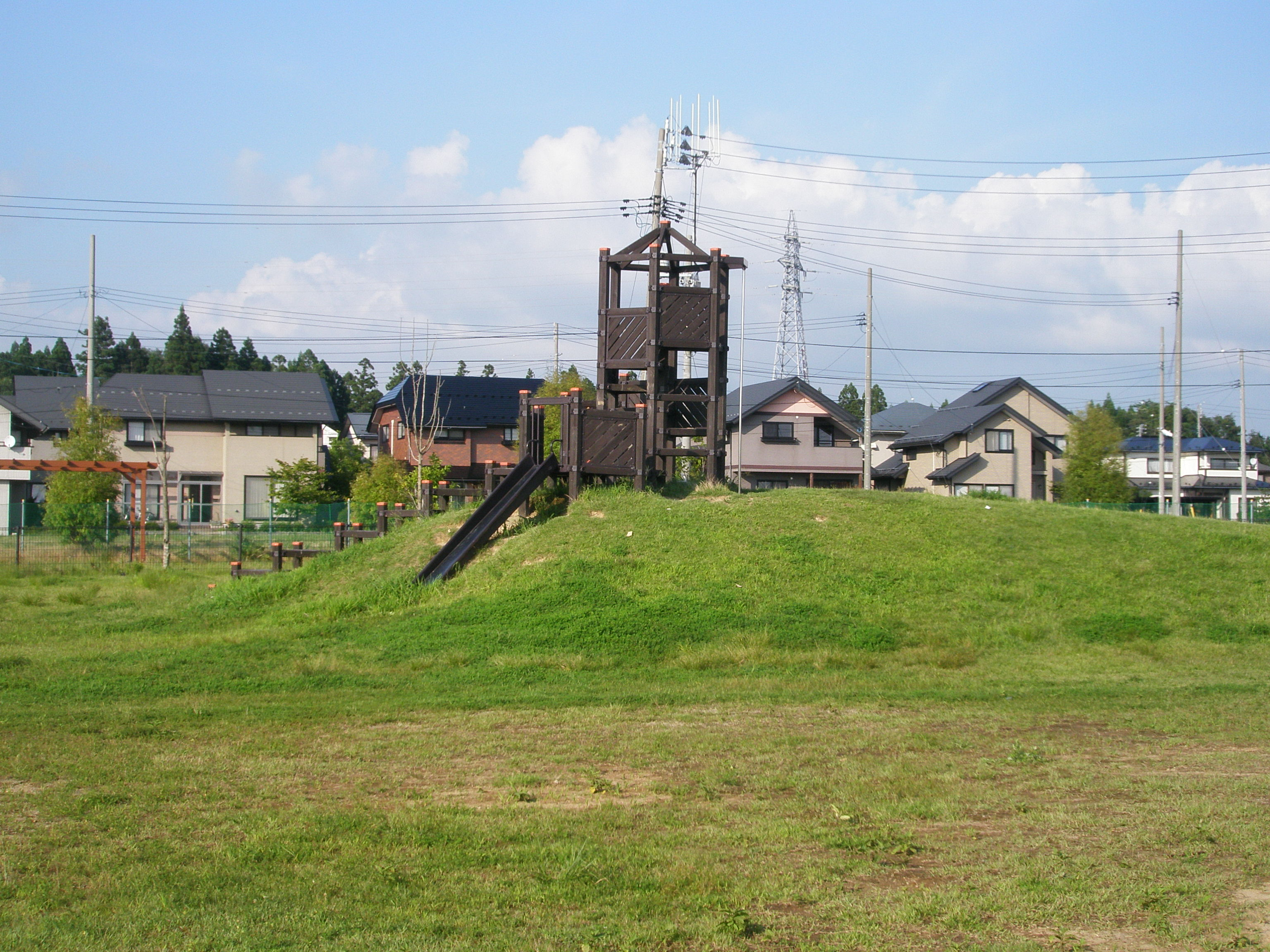
桜台中央公園
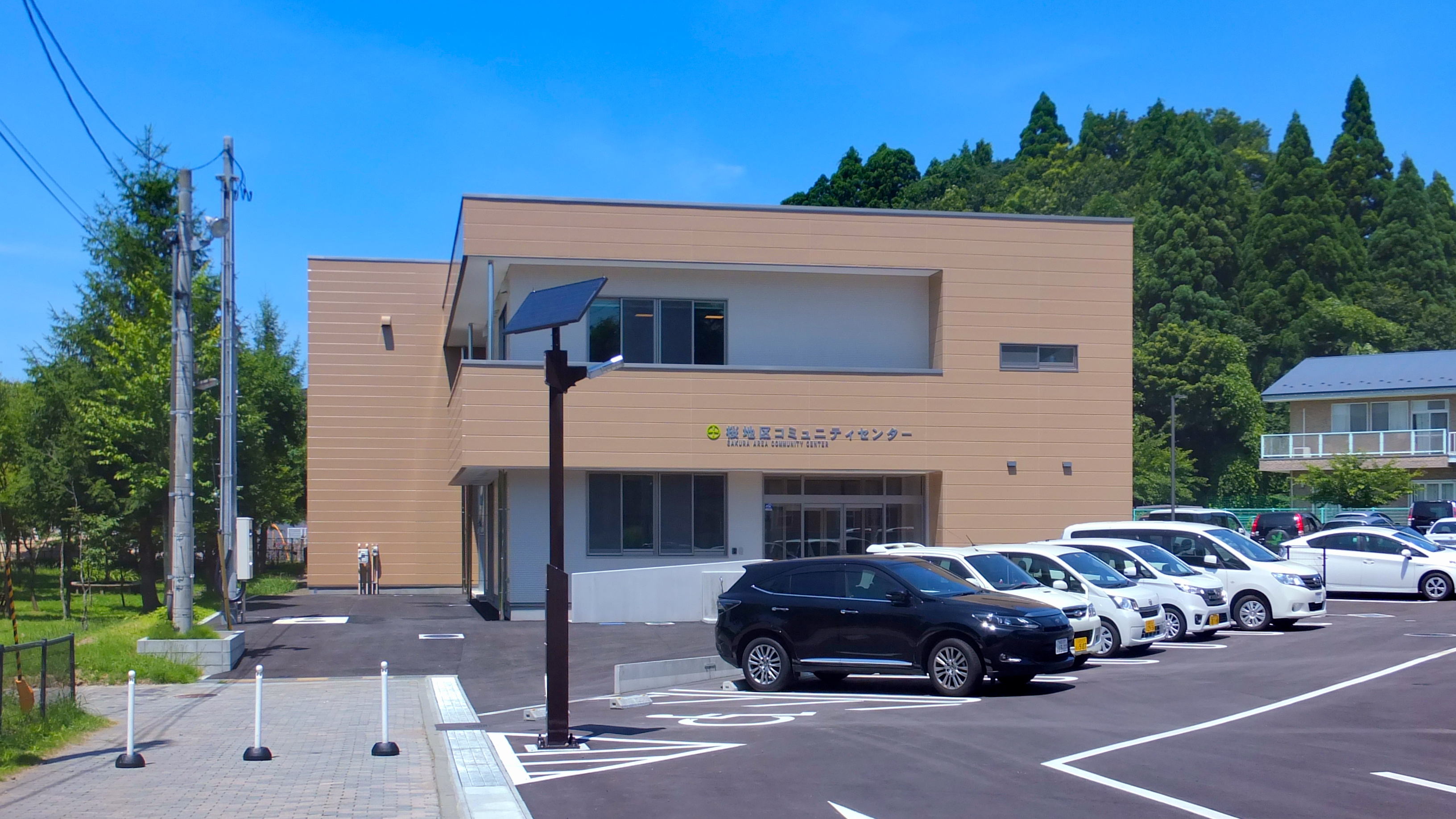
桜地区コミュニティセンター